# Harvard Stadium
Harvard Stadium is een multifunctioneel stadion in Boston, een stad in de Verenigde Staten. Het stadion is een sportstadion van Harvard-universiteit. 
De architect die het stadion ontwierp was Prof. Louis J. Johnson. Het stadion heeft een hoefijzervorm en werd in ongeveer vijf maanden gebouwd. Het werd geopend op 14 november 1903. Er kunnen 30.323 toeschouwers in. Het stadion werd verschillende keren gerenoveerd.
Meestal wordt het stadion gebruikt voor American football, maar er worden ook andere sporten beoefend. Het stadion wordt onder andere gebruikt voor Harvard Crimson, een American footballteam.
In 1984 was dit een van de stadions die werd gebruikt tijdens het voetbaltoernooi van de Olympische Spelen. Er werden toen zes wedstrijden gespeeld.